# Staatliche Studienakademie Plauen
Die Staatliche Studienakademie Plauen ist einer der Standorte der Dualen Hochschule Sachsen. Seit 1999 ist sie als siebter Studienstandort in das Sächsische Berufsakademiegesetz aufgenommen. Heute studieren hier ca. 350 Studierende in 8 Studiengängen. Die Studienvergütung von durchschnittlich 1.000 Euro trägt bei den Studierenden wesentlich zur Finanzierung des Studiums bei. Die Vermittlungsquote zum Abschluss des Studiums liegt bei 95 Prozent. (Stand 31. Dezember 2024)

## Entwicklung

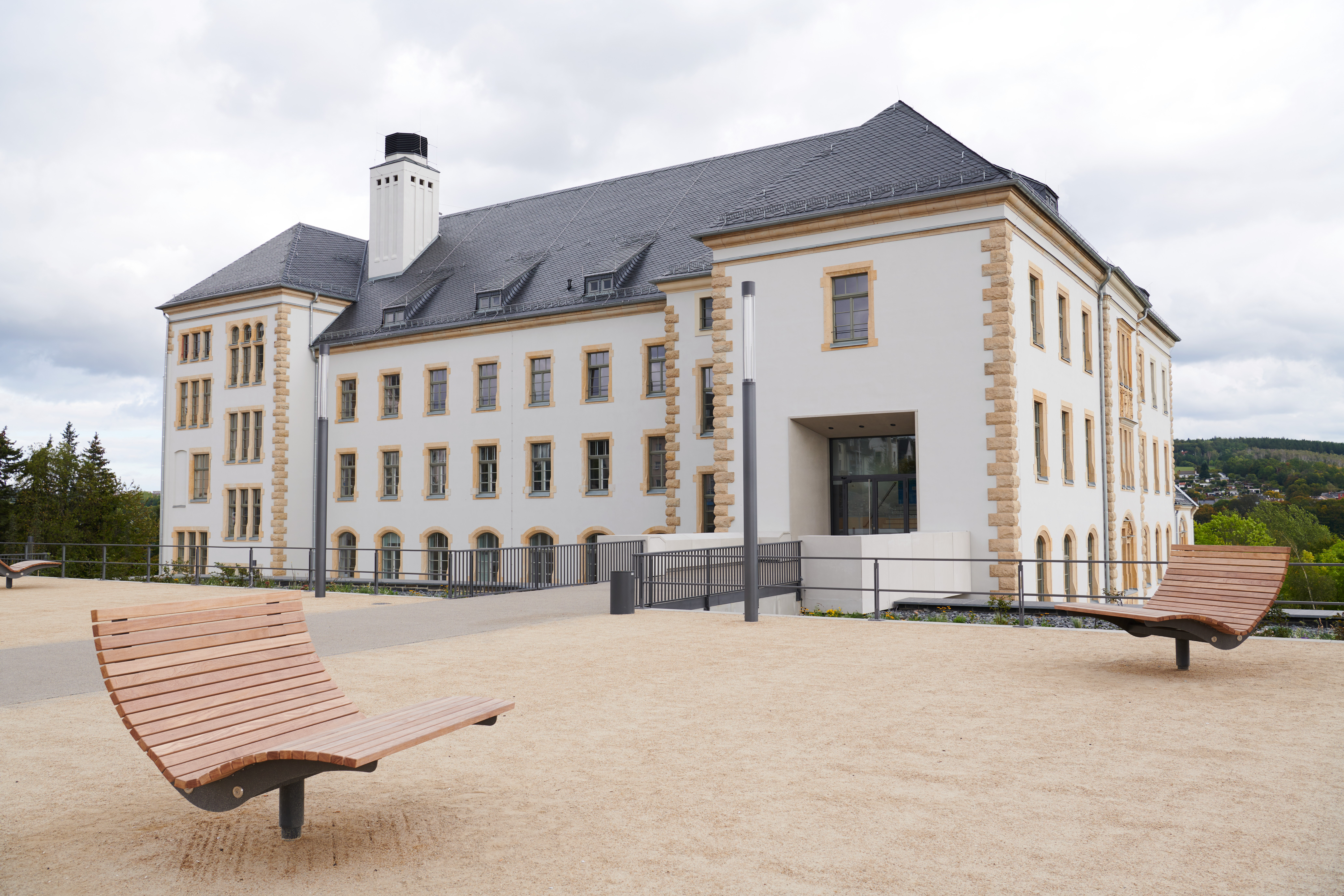
Das 2019 bezogene Gebäude im Zentrum Plauens, Schloßberg 1.

1999 wurden eine Außenstelle der Staatlichen Studienakademie Breitenbrunn in der Seumeschule im Stadtteil Haselbrunn eröffnet und die ersten 34 Studenten immatrikuliert. Zu Beginn gab es zwei Studiengänge (Management im Gesundheitswesen und Handel). 2001 kam der Studiengang Technisches Management dazu. Der Standort wurde im Jahr 2006 in die Innenstadt verlegt. Im selben Jahr beschloss die Sächsische Staatsregierung den Ausbau des positiv evaluierten und weitergeführten Modellprojektes Studienakademie Plauen zur eigenständigen Berufsakademie. 2010 wurden die beiden Studiengänge Gesundheits- und Sozialmanagement und Handel und Internationales Management durch die FIBAA akkreditiert. Zum Wintersemester 2011/12 erfolgte die Einführung des Studiengangs Lebensmittelsicherheit im Studienbereich Technik.
Ab Oktober 2015 startete der neue Studiengang Physician Assistant als Modellphase. Ziel des neuen Studienganges ist eine akademische Ausbildung auf einem Niveau zwischen den Qualifizierungsstufen Arzt und Pflegepersonal für einen Einsatz in Kliniken. In der Entwicklung der deutschen Gesundheitsversorgung erfuhr die tägliche Arbeit des Arztes in den letzten 20 Jahren eine rasante Überlagerung von nicht originär höchstpersönlichen ärztlichen Tätigkeiten. Zur Ausführung solcher Tätigkeiten sind typischerweise Kenntnisse notwendig, die bisher von keiner anderen Berufsgruppe als den Ärzten vorgehalten wurde. Im Mai 2018 genehmigte das Wissenschaftsministerium die dauerhafte Einführung des Studiengangs an der Berufsakademie Sachsen. Damit ist die Modellphase erfolgreich abgeschlossen.
Im März 2019 bezog die Staatliche Studienakademie Plauen den neuen Campus auf dem Schloßberg im Stadtzentrum. Somit kann die Zahl der Studenten auf 400 erhöht werden.

## Studium

### Studienbereich Wirtschaft
- Handel, Vertrieb & Internationales Management
- Food Franchise Management
- Gesundheits- & Sozialmanagement

### Studienbereich Technik
- Industrial Engineering – Metall- und Stahlbau
- Industrial Engineering – Technische Betriebsführung
- Hygiene und Gesundheitsschutz
- Lebensmittelqualität und -sicherheit

### Studienbereich Sozial- und Gesundheitswissenschaften
- Physician Assistant
- Pflege (ab Wintersemester 2025)

### Zugangsvoraussetzungen
Zugangsvoraussetzung ist ein Ausbildungsvertrag mit einem geeigneten Unternehmen, dabei helfen die Mitarbeiter der Studienakademie bei der Vermittlung von Firmenkontakten. Voraussetzung ist ebenfalls entweder die allgemeine Hochschulreife oder die Fachhochschulreife oder die fachgebundene Hochschulreife, oder ein Abschluss als Meister.

### Studienablauf
Grundlage für das Studium an der Akademie ist ein Studienvertrag mit einem anerkannten Praxispartner, wobei in der Regel eine Studienvergütung gezahlt wird. Die Praxispartner übernehmen selber 80 bis 100 Prozent der Absolventen in ein festes Arbeitsverhältnis. In dualen Studiengängen wechseln wissenschaftlich-theoretische Studienabschnitte an der Studienakademie mit praxisintegrierenden Abschnitten im Unternehmen. Studienbeginn ist immer der 1. Oktober des Jahres. Bereits nach sechs Semestern kann das Studium mit einem Bachelor-Abschluss erfolgreich beendet werden. Die hohe Erfolgsquote beim Erreichen des Studienzieles resultiert aus der engen Bindung der Studierenden an die Praxispartner. Die Modularisierung und die Vergabe von Credit-Points machen Leistungen auch international vergleichbar.

### Studienfinanzierung
In Sachsen werden keine Studiengebühren erhoben. Studierende erhalten in der Regel eine Studienvergütung vom jeweiligen Praxispartner. Das Studium an der Berufsakademie ist außerdem ein nach dem BAföG förderungsfähiges Studium.

### Studienbedingungen
Die Staatliche Studienakademie Plauen bietet ihren Studierenden eine einzigartige Lernumgebung im historischen Stadtschloss, das durch ein modernes Audimax mit außergewöhnlicher Architektur ergänzt wird. Die Studienbedingungen werden durch zehn spezialisierte Labore für Technik und Lebensmittelsicherheit sowie ein hochmodernes Sprachenzentrum zur Erlernung von Fremdsprachen weiter optimiert. Diese Ausstattung ermöglicht eine praxisnahe und interdisziplinäre Ausbildung, die den Anforderungen der modernen Berufswelt gerecht wird.